# Perri Shakes-Drayton
Perri Shakes-Drayton, född den 21 december 1988 i London, är en brittisk friidrottare som tävlar i häcklöpning.
Shakes-Drayton var som junior väldigt framgångsrik med en åttonde plats från junior-VM 2006 och ett silver vid junior-EM 2007 på 400 meter häck. Som senior deltog hon vid VM 2009 där hon tog sig till semifinalen där hon slutade sjua vilket inte räckte till en finalplats. 
Hennes stora genombrott kom vid EM 2010 där hon i finalen noterade ett nytt personligt rekord med tiden 54,18. Tiden räckte till en bronsmedalj.

## Personliga rekord
- 400 meter häck - 54,18 från 2010